# مراکش تلکام
مراکش تلکام (به انگلیسی: Morocco Telecom) شرکت مخابراتی مراکشی است، که در زمینه ارائه خدمات خطوط تلفن ثابت، شبکه تلفن همراه، اینترنت و پهنای باند فعالیت می‌کند.
شرکت مراکش تلکام در سال ۱۹۹۹ راه‌اندازی شد و در حال حاضر بزرگترین اپراتور خدمات تلفن همراه و ثابت در کشور مراکش می‌باشد.
دفتر مرکزی این شرکت در شهر رباط، مراکش قرار دارد و بخشی از سهام آن در بازار بورس یورونکست مبادله می‌شود. شرکت مخابرات امارات متحده عربی با در اختیار داشتن ۵۳٫۰۹٪ درصد از سهام مراکش تلکام، مالک اصلی آن محسوب می‌شود.